# Channel 3
Channel 3 (также — CH3) — американская хардкор-группа, образовавшаяся в Серритосе, Калифорния в 1980 году, и в течение нескольких лет считавшаяся важным элементом панк-сцены Западного побережья первой половины десятилетия. Channel 3 исполняли музыку более мелодичную, чем большинство хардкор-групп того времени. Две их песни, «You Make Me Feel Cheap» и «Separate Peace», вошли во многие панк-антологии; сингл «I’ve Got a Gun» (1982) стал британским инди-хитом; шесть студийных альбомов имели умеренный успех в США и Европе.

## История группы
Ядро Channel 3 составили школьные друзья певец и гитарист Майк Магранн (англ. Mike Magrann) и гитарист Кимм Гарднер (англ. Kimm Gardner), образовавшие группу в 1980 году  на юге Лос-Анджелеса, в Серитосе, в районе, известном своей молочной продукцией. В первый состав CH3 вошли также Ларри Келли (англ. Larry Kelley, бас-гитара) и Майк Бёртон (англ. Mike Burton, ударные; его позже заменил Джек ДеБаун). Группа дебютировала с Channel 3 EP летом 1981, начала регулярно выступать в Лос-Анджелесе и окрестностях, а летом 1982 выпустила дебютный альбом Fear of Life (#28 UK), за которым последовало первое американское турне.
После 1983 года CH3 приступили к стилистическим экспериментам, в результате которых растеряли значительную часть своих поклонников. Позже группа вернулась к корням и уже не отступала от канонов традиционного панк-рока.

## Дискография
- Channel 3 (EP, 1981, Posh Boy)
- Fear of Life (LP,1982, Posh Boy)
- After the Lights Go Out (LP, 1983, Posh Boy)
- Airborne (LP, 1984)
- Last Time I Drank (LP, 1985)
- Rejected (LP, 1989)
- The Skinhead Years (CD, 1995, перевыпуск Fear of Life и After the Lights Go Out)
- CH3 (CD, 2002, Dr. Strange Records)[3]

### Участие в компиляциях
- Rodney on the ROQ Volume 2 (1981, «You Lie»)
- The Future looks Bright (1981, «Waiting in the Wings», «Manzanar»)
- American Youth Report (1982, «Catholic Boy»)
- Eastern Front Volume II (1982, «Mannequin»)
- Rodney on the ROQ Volume 3 (1982, «Separate Peace»)
- Posh Hits Volume 1 (1983, «You Make Me Feel Cheap»)
- Something to Believe in (1984, «Indian Summer»)
- Old School Punk (1995, «I’ve Got A Gun»)